# Kościół św. Wincentego a Paulo w Żelazówce
Kościół św. Wincentego a Paulo w Żelazówce – rzymskokatolicki kościół parafialny znajdujący się w Żelazówce w powiecie dąbrowskim województwa małopolskiego.

## Historia kościoła
Kościół zbudowano w latach 1980-1984 według projektu inż. Romana Łomnickiego. Wmurowanie kamienia węgielnego i poświęcenie dolnego kościoła odbyło się 24 października 1981 r., a poświęcenie górnego kościoła 29 września 1984 roku. Polichromia w prezbiterium wykonana została w 1995 przez malarza Marka Niedojadłę z Tarnowa. Przedstawia ona fresk Ostatniej Wieczerzy, powyżej jest grupa ukrzyżowania. Po bokach ołtarza znajdują się cztery obrazy malowane na płótnie tego samego autora przedstawiające: Matkę Boską Odporyszowską, św. Wincentego á Paulo, św. Jana Chrzciciela oraz obraz Miłosierdzia Bożego.